# Frederik Christensen (fodboldspiller)
 Der er flere personer med dette navn, se Frederik Christensen.
Frederik Christensen (født 7. marts 1995) er en dansk fodboldspiller, der spiller for Næstved Boldklub. Han har tidligere spillet for FC Vestsjælland.

## Karriere

### FC Vestsjælland
Christensen skrev under på sin første professionelle kontrakt i maj 2015. Han var den første spiller i FC Vestsjællands historie, der kom fra klubbens ungdomsafdeling og skrev under på en professionel kontrakt med klubben.
Christensen fik sin debut i Superligaen og sin professionelle debut den 7. juni 2015, hvor han startede inde, men blev taget ud i det 55. minut og erstattet af Adam Kolberg i en 3-1-sejr over Silkeborg IF.

### Slagelse BI
Da FC Vestsjælland gik konkurs i december 2015, blev han en del af Slagelse BI. 
Han takkede i januar 2018 nej til en kontrakt med 1. divisionsklubben Thisted FC, der søgte en afløser for Mikkel Agger.